# Ângelo Freire
Ângelo Brás Freire (* 19. Februar 1989) ist ein portugiesischer Musiker und Komponist. Er spielt die Portugiesische Gitarre und trat bereits mit einigen der bekanntesten aktuellen Fadosängerinnen auf, von denen er einige auch regelmäßig auf Tourneen begleitet, darunter Ana Moura und Mariza. Gelegentlich singt er auch selbst noch Fado.
Er gilt als einer der talentiertesten Spieler der Portugiesischen Gitarre seiner Generation.

## Leben

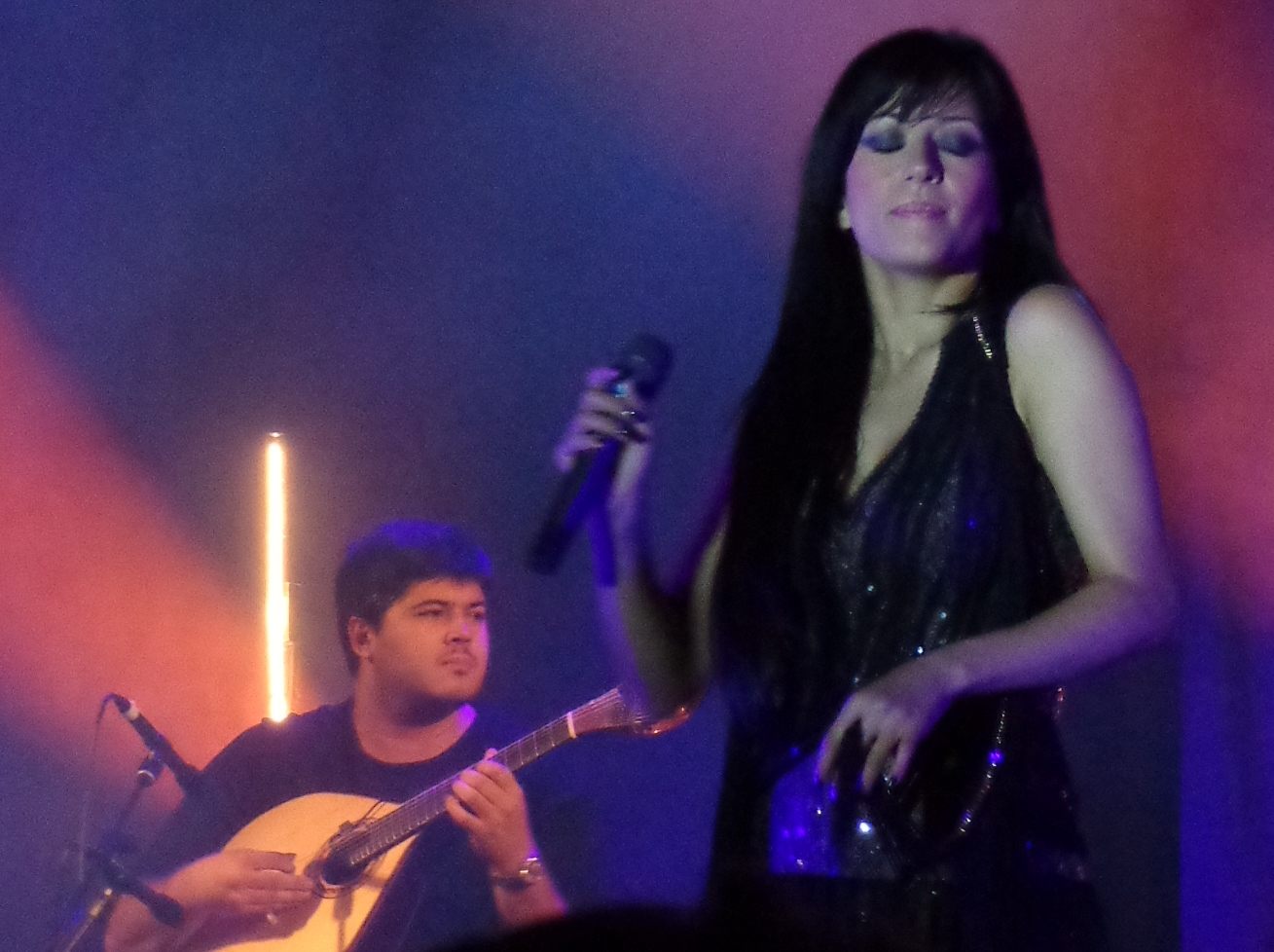
Ângelo Freire mit Ana Moura (2013 in Aveiro).

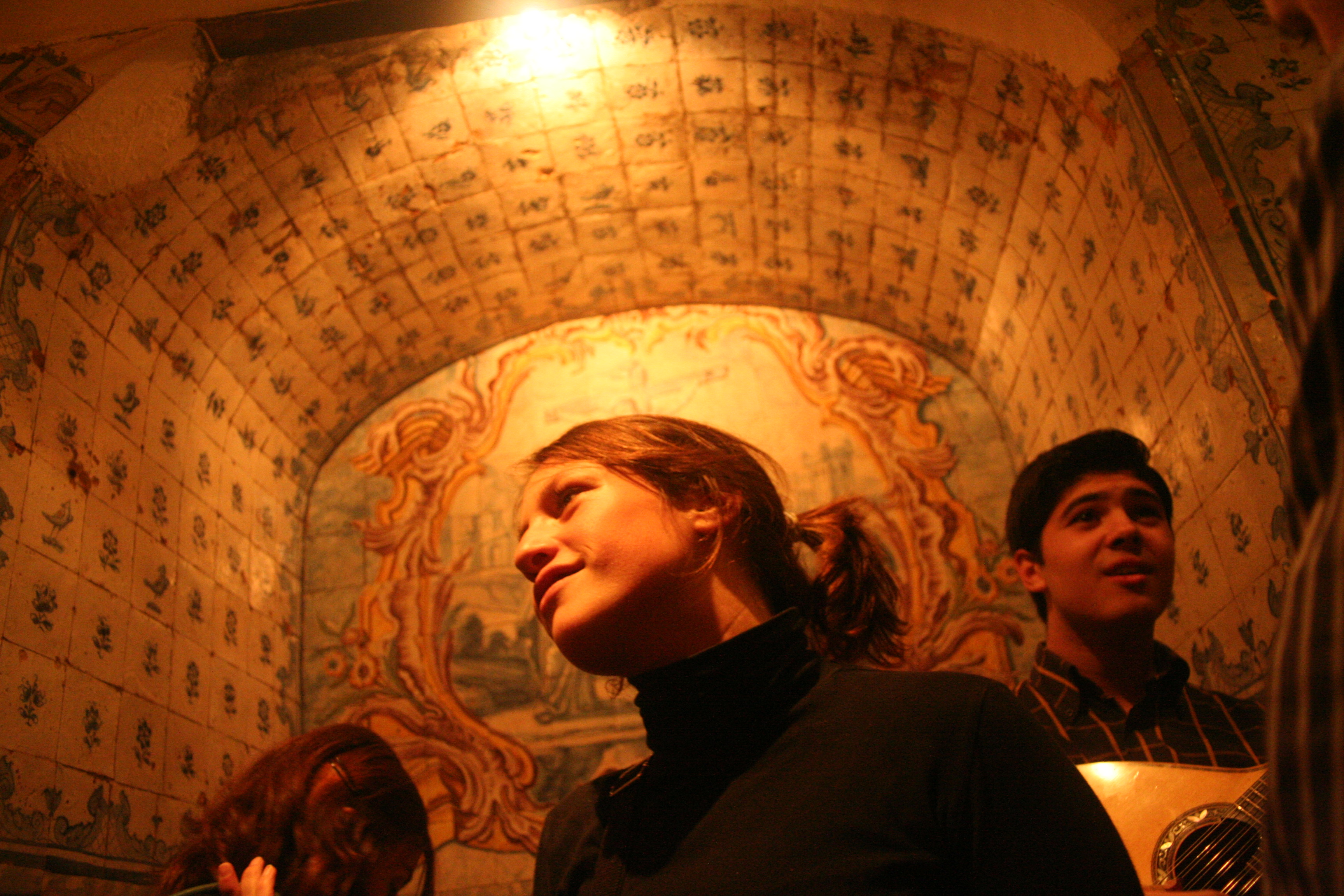
Ângelo Freire (hinten rechts) mit Carminho (2007 in Lissabon).

Als 12-Jähriger nahm er 2000 an der jährlich live übertragenen Grande Noite do Fado (Portugiesisch für: Große Nacht des Fado) des öffentlich-rechtlichen Fernsehsenders RTP teil, noch als Sänger. Er gewann dort in der Nachwuchs-Kategorie. Er gewann auch den internationalen Preis Bravo Bravíssimo. Danach konzentrierte er sich stärker auf die Portugiesische Gitarre.
2004 gewann er die Grande Noite do Fado erneut, diesmal als Gitarrist. 2012 wurde er mit dem Prémio Amália Rodrigues in der Kategorie „Bester Gitarrist“ ausgezeichnet.
Es folgten Konzerte unter eigenem Namen und mit anderen Gitarristen. Vor allem aber nahmen die Engagements für bekannte Fadosängerinnen und Fadosänger zu, darunter Altmeister Carlos do Carmo († 2021) und bekannte Namen wie Carminho, António Zambujo, Pedro Moutinho oder auch die international erfolgreichen Mariza und Ana Moura, die er auch häufig auf internationalen Gastspielreisen begleitet. Diese Tourneen brachten ihn schon auf einige der renommiertesten Konzertbühnen, etwa das Olympia (Paris), die Carnegie Hall (New York), das Barbican Centre und die Royal Albert Hall (beide London), oder auch die Walt Disney Concert Hall in Los Angeles Dabei erhält er häufig Szenenapplaus für seine gelungenen Soli.
Nur gelegentlich singt er noch öffentlich Fado, bekannt ist er heute vor allem als Gitarrist für die aktuell größten Fadosängerinnen.
Neben den Konzertbegleitungen spielte er auch bei Studioaufnahmen einiger bekannter Fadosängerinnen und -sänger mit, darunter bereits 2009 das Album Ruas der Sängerin Mísia oder auch das gemischt lusofone Tribute-Album für Amália Rodrigues 2015. Mit Ana Moura spielte er ihre Erfolgsalben Desfado (2012) und Moura (2015) ein. Auch auf Alben von Carminho, Mariza, Cuca Roseta und Mafalda Arnauth spielte er mit. Die Sängerin Ana Laíns sang schon Kompositionen von Freire.